# Torquatella ensenada
Torquatella ensenada is een mosdiertjessoort uit de familie van de Celleporidae. De wetenschappelijke naam van de soort is, Predanophora ensenada, voor het eerst geldig gepubliceerd in 2006 door Tilbrook.